# Palpares selysi
Palpares selysi is een insect uit de familie van de mierenleeuwen (Myrmeleontidae), die tot de orde netvleugeligen (Neuroptera) behoort. 
Palpares selysi is voor het eerst wetenschappelijk beschreven door Esben-Petersen in 1926.